# 西那洛尔
西那洛尔是一种含氮有机化合物，化学式为C16H23NO4，可作为β受体阻滞剂。